# Fosis
Els fosis (Fosi en llatí) eren un poble germànic que només esmenta Tàcit. Explica que estaven sotmesos als queruscs i es van enfonsar amb ells.
Se'ls suposa habitants de la vall del Ferse prop de Braunschweig i la ciutat de Fosenbrock va prendre d'ells el seu nom. En temps de Claudi Ptolemeu el territori dels fosis ja havia estat ocupat pels longobards.